# Ретроспектива
Ретроспектива (від лат. retrospectare — погляд назад) — погляд у минуле, огляд того, що було в минулому. Ретроспекція — форма мовного вираження, що відсилає слухачів до попередньої змістовної інформації.

## Мистецтво

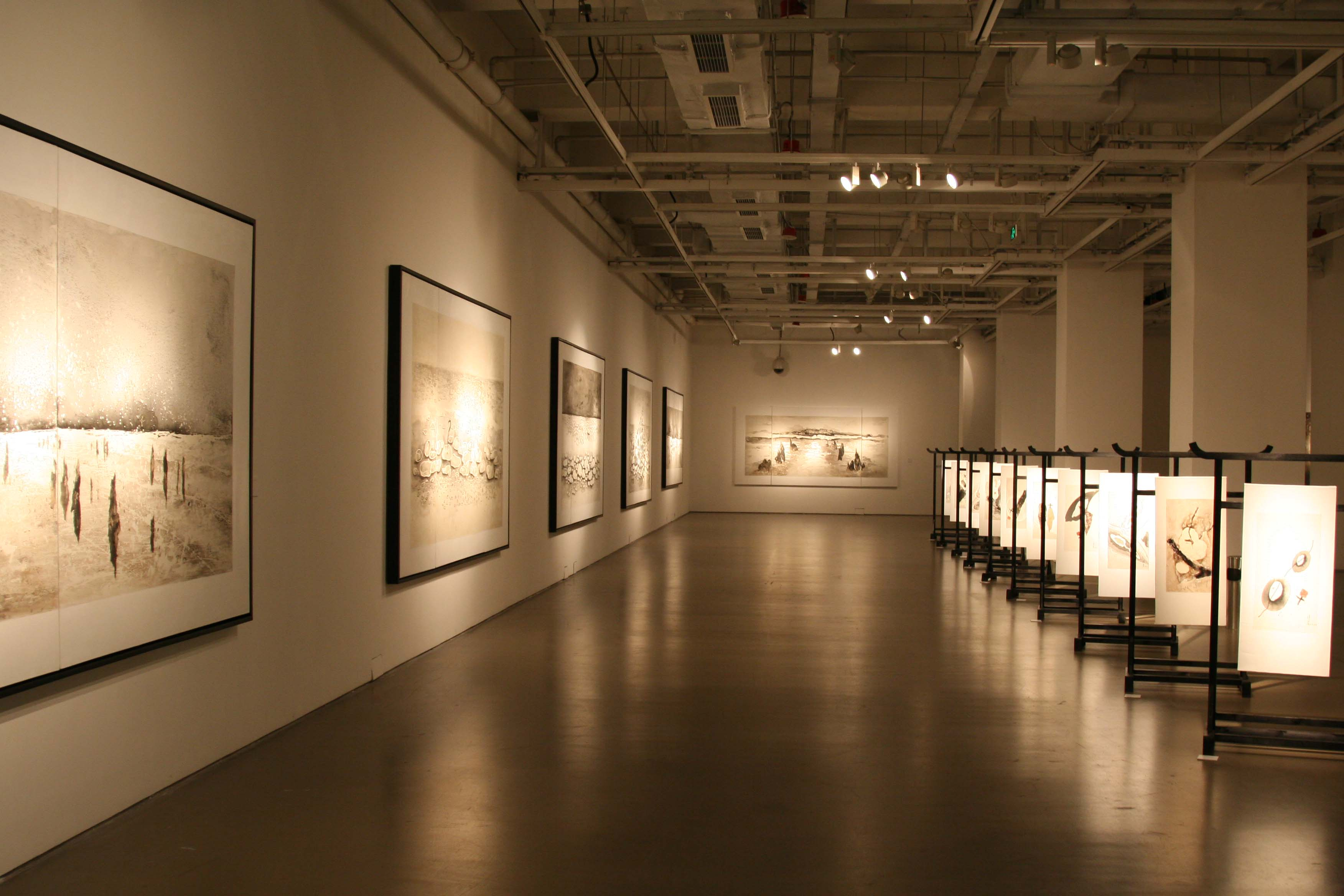
Виставка-ретроспектива французької художниці Лі Шевальє (Li Chevalier).

У мистецтві термін ретроспектива вживають, зазвичай, як назву виставки предметів мистецтва, у більшості випадків — виставки робіт одного художника, створених у різні періоди його життя.
У кінематографі ретроспективою називається добірка раніше знятих фільмів певного режисера, актора або просто добірка фільмів певного жанру. Також, коли сюжетна лінія твору відхиляється від оповідання в сьогоденні й переноситься в минуле — глядач спостерігає дії, які відбувалися раніше.

## Юриспруденція
Зазвичай, закони не мають зворотної сили, тобто вони діють з моменту їх прийняття, але не раніше. Однак, у світовій юридичній практиці існують і виключення.[джерело?]

## Програмування
Ретроспектива в програмуванні — практика в розробці програмного забезпечення, що спрямована на поліпшення процесу. Популярність ретроспективи пов'язана з впровадженням гнучких методологій. Є різновидом мозкового штурму.